# Kišó Jano
Kišó Jano (* 5. duben 1984) je japonský fotbalista.

## Reprezentace
Kišó Jano odehrál 19 reprezentačních utkání. S japonskou reprezentací se zúčastnil Mistrovství světa 2010.

## Statistiky
| Japonsko | Japonsko | Japonsko |
| Roky     | Záp.     | Góly     |
| -------- | -------- | -------- |
| 2007     | 7        | 1        |
| 2008     | 5        | 0        |
| 2009     | 4        | 1        |
| 2010     | 3        | 0        |
| Celkem   | 19       | 2        |